# 天主教楝多教區
天主教楝多教區（拉丁語：Dioecesis Dundensis）是安哥拉一個羅馬天主教教區，屬紹里木總教區。
教區成立於2001年11月9日，位於北隆達省。2006年有教友200,000人（佔轄區總人口26.8%）、五個堂區、六名司鐸。現任教區主教為達尼老·馬基斯·辛德卡塞。